# Elsflether Weserzoll
Der Elsflether Weserzoll war auf der Weser ein Schiffszoll, der von 1623 bis 1820 vom Land Oldenburg erhoben wurde.

## Geschichte
Schon früh war die Grafschaft Oldenburg darauf bedacht, an der Unterweser eine zusätzliche Geldquelle zu schaffen. Graf Anton I. (1505–1573) versuchte es lange Zeit ohne Erfolg. 1623 gelang es dann seinem Enkel Graf Anton Günther durch Verhandlungsgeschick, von Kaiser Ferdinand II. ein Zolldiplom ausgefertigt zu bekommen. Dieses Schriftstück, das 1648 im Westfälischen Frieden noch einmal bestätigt wurde, ermächtigte die Oldenburger für alle flussauf- und flussabwärtsfahrenden Schiffe eine Gebühr zu erheben. Während der Friedensverhandlungen in Osnabrück wurden die oldenburgischen Interessen durch Mylius von Gnadenfeld, einen Gesandten des Grafen vertreten. Die Zahlungen wurden durch die erhöhten Kosten für die Sicherung des Fahrwassers und die Deichsicherheit begründet. Ungeachtet blieb, dass die eigentliche Last von den am Deich anliegenden Bauern getragen werden musste.
Die Stadt Bremen hat sich als Leidtragende aus nachvollziehbaren Gründen lange gegen diesen Zoll gewehrt. 1637 ließ Graf Anton Günther sogar Soldaten in Elsfleth aufmarschieren, um die Zahlungen zu erzwingen. 1652 verhängte der Kaiser die Reichsacht gegen Bremen, da sich die Stadt immer noch weigerte, den Zoll zu zahlen. 1653 kam es auf dem Reichstag zu Regensburg zum Regensburger Vergleich, in dem Bremen den Weserzoll anerkannte. Die Beziehungen zwischen dem herrschaftlich geprägten Oldenburg und der bürgerlich und kaufmännisch ausgerichteten Hansestadt waren hierdurch stark belastet.
1623 war die Zollstation in Brake-Harrien, sie wurde jedoch ein Jahr später nach Elsfleth verlegt, wo 1633 dafür das Weser-Zollamt (heute Rathaus) gebaut wurde. Der Zoll brachte beachtliche Summen für die Oldenburger Cammerkasse: 1801 waren es 135.000 Taler an Zolleinkünften. In Regensburg (als Sitz des Immerwährenden Reichstages) wurde 1802 die Abschaffung der Weserzölle beschlossen. 1803 erhielt das mittlerweile zum Herzogtum erhobene Oldenburg im Gegenzug für den Verzicht auf den Weserzoll die Ämter Wildeshausen, Vechta und Cloppenburg. Herzog Peter Friedrich Ludwig stimmte dem Tausch nur widerwillig und unter Druck zu. Die tatsächliche Aufhebung zog sich aber durch die Länge der Verhandlungen um weitere siebzehn Jahre bis 1820 hin.

## Weserzölle
Der Elsflether Weserzoll war nur einer von vielen Weserzöllen: 1800 gab es alleine zwischen Bremen und Münden insgesamt 24 Zollstellen. In Elsfleth stand jedoch die mündungsnächste Zollstation. 1856 wurden die letzten Weserzölle aufgrund des steigenden Wettbewerbsdrucks, der durch die Eisenbahn entstanden war, eingestellt.